# Cultura de Vinča
La cultura de Vinča (Vincha) fue una de las culturas más tempranas de Europa (entre el VI y III milenio a. C.), cuyo asentamiento se encontraba a lo largo del Danubio en Serbia, Rumanía, Bulgaria y Macedonia, aunque huellas de esta cultura se pueden encontrar en los Balcanes, varias zonas de Europa Central y Asia Menor.
Los poblados continúan la tradición de Starcevo, lo que vincula este grupo a la llamada Cultura Tell.[cita requerida]
Se han encontrado muchos pueblos bien organizados, con cerámica, figurillas de arcilla antropomorfas y zoomorfas y objetos que muestran numerosos signos que podrían constituir la más antigua protoescritura conocida.
Aunque la cultura Vinča es todavía neolítica y no se considera que forme parte propiamente de la Edad del Cobre, sin embargo los restos más antiguos conocidos de la metalurgia del cobre fueron descubiertos en esta cultura.

## Descubrimiento

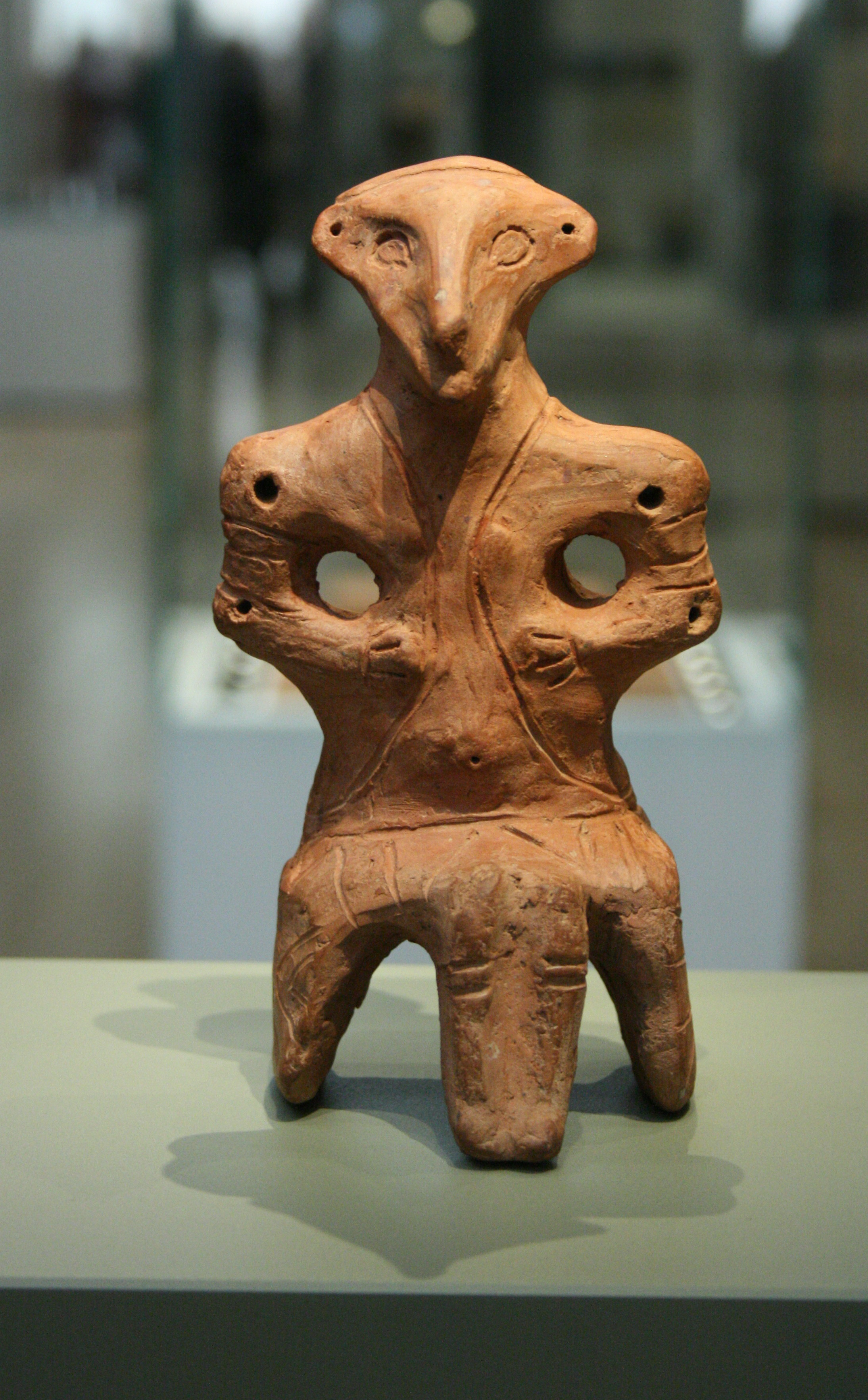
Divinidad doméstica sentada de arcilla (4500 a. C.—4000 a. C.) de Vinča-Belo brdo, conservada en el Museo Británico.

La cultura de Vinča obtuvo su nombre del pueblo de Vinča, ubicado en las orillas de Danubio, a 14 km de Belgrado, donde yace uno de los más grandes y más importantes asentamientos neolíticos de Europa Oriental, descubierto en 1908 por el equipo arqueológico de Miloje M. Vasić, el primer arqueólogo de Serbia.
Gracias a los esfuerzos de Vasić, se excavó la parte central y al mismo tiempo la parte más importante del Vinča prehistórico entre los años 1908 y 1934. La labor de Vasić fue interrumpida varias veces por las guerras y los problemas económicos, pero también fue ayudado por el Instituto Arqueológico de Rusia Imperial, así como por el patrón británico, Sir Charles Hyde. Vasić desenterró una gran colección de objetos de arte prehistórico que actualmente se encuentran en los museos y universidades en todo el mundo. Muchos hombres cultos de esa época visitaron la excavación: Veselin Čajkanović, Charles Hyde, J. L. Myres, W. A. Hurtley, Bogdan Popović y Gordon Childe.

## Cronología

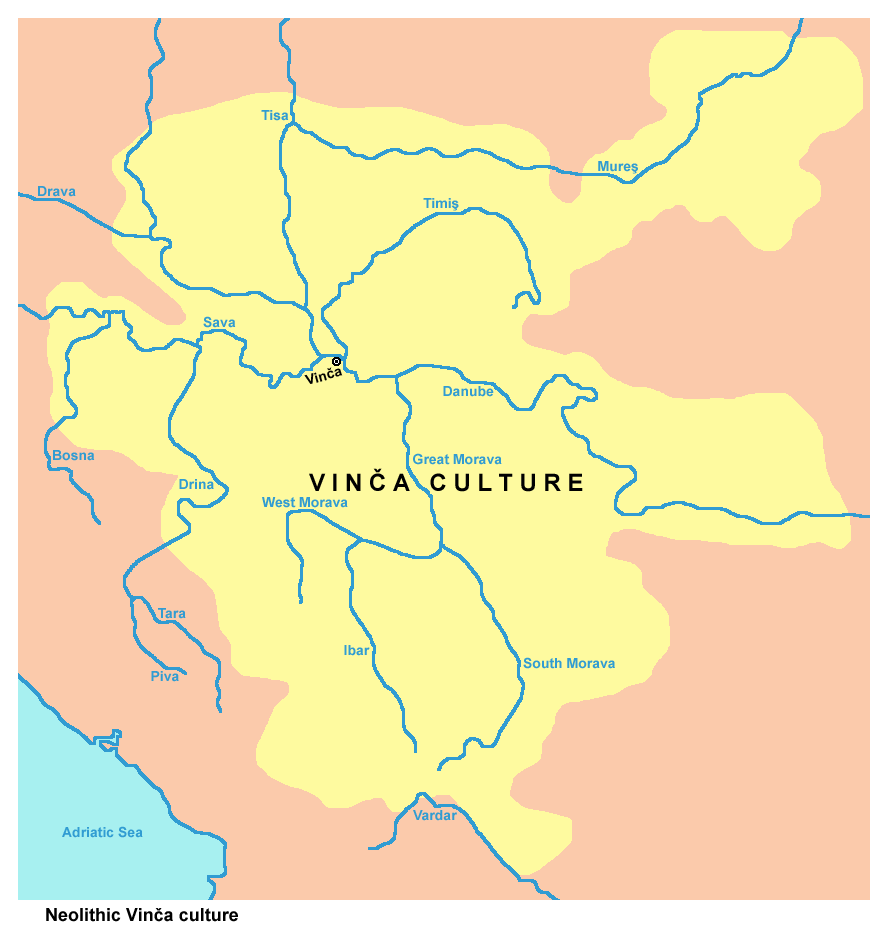

Por aquel tiempo, tanto los arqueólogos yugoslavos como los rumanos creían que la cultura de Vinča había surgido alrededor de 2700 a. C. Sin embargo, la datación por radiocarbono determinó la fecha de aparición de esta cultura antes de 4000 a. C.
En el VI milenio a. C., la cultura de Vinča cubría el área de los Balcanes centrales, limitando con los montes Cárpatos en el norte, con Bosnia en el oeste, la llanura de Sofía en este y el valle de Skopie en el sur.
La cultura Vinča puede dividirse en dos fases, estrechamente vinculadas con las de su tipo en el yacimiento de Vinča-Belo brdo:
| Cultura Vinča          | Vinča-Belo brdo | Años a. C. |
| ---------------------- | --------------- | ---------- |
| Período Vinča Temprano | Vinča A         | 5700–4800  |
| Período Vinča Temprano | Vinča B         | 5700–4800  |
| Período Vinča Temprano | Vinča C         | 5700–4800  |
| Período Vinča Tardío   | Vinča D         | 4800–4200  |
| Período Vinča Tardío   | Abandonado      | 4800–4200  |

## Características

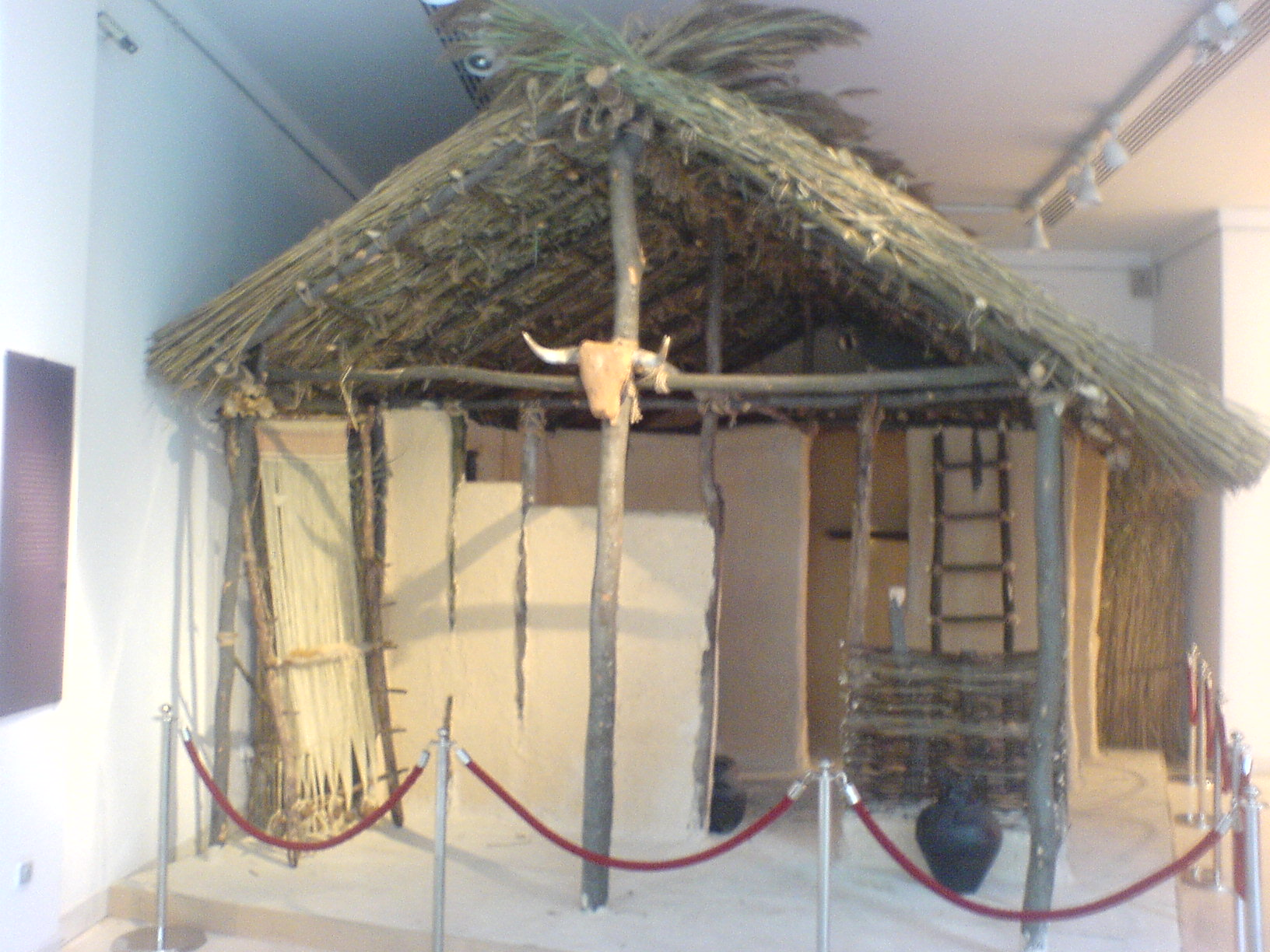
Reconstrucción de una casa vinca.

Se trata de agrupaciones de casas de barro y madera rectangulares con varias habitaciones, una de las cuales, la central, suele contar con un horno para el pan.
El punto de partida de Vinča, o fase A, puede considerarse Neolítico, una variante de la cultura de Starcevo-Körös. Las etapas B y C son calcolíticas, la D corresponde al horizonte de Vinča-Plocnik, que toma ese nombre de un escondrijo de objetos metálicos y coincide con la Edad del Bronce.
Los elementos más característicos de la cultura de Vinča son las cerámicas oscuras, con decoración acanalada en relieve, así como sus idolillos de barro y piedra con rostros de cabeza de ave. 
Durante la fase Vinča-Plocnik se explotó la mina de Rudna Glâva; cuenta con varios pozos verticales y otros secundarios que se ramifican lateralmente siguiendo las vetas de malaquita. Los testimonios arqueológicos, como las herramientas de asta y más de un centenar de martillos sobre guijarros con estrangulamiento central para el enmangue, se mantienen tal como fueron abandonados por los mineros calcolíticos, lo que permite conocer como se realizó la explotación del mineral. 
La roca que contenía los minerales se calentaba mediante hogueras para ser después regada sobre la marcha con agua almacenada en tinajas, lo que provocaba la aparición de grietas. A continuación, se clavaban en estas grietas ciertos picos de asta de ciervo con los que se desgajaban los bloques, que eran trasladados a la superficie. Una vez allí, mediante martillos de minero se desgajaba la ganga del mineral, desmenuzándose este último mediante morteros.

Mapa de las culturas del Neolítico y Mesolítico (ca. 4500-4000 a. C.) en Europa:
Cultura de la cerámica de bandas
Cultura Bükk
Cerámica cardial
Ertebölliense
Cultura Dniéper-Don
Cultura de Vinča
Cultura almeriense
Dímini
Cultura de la cerámica perforada

## Literatura
- Gimbutas, Marija A. (ed.) "Neolithic Macedonia as reflected by excavation at Anza, southeast Yugoslavia." Los Angeles: Institute of Archaeology, University of California, 1976. OCLC# 3073058